# Paris (Rapper)
Paris (eigentlich Oscar Jackson Jr.; * 29. Oktober 1967 in Illinois) ist ein US-amerikanischer Polit-Rapper von der Westküste.
Jackson studierte Volkswirtschaftslehre (economics) an der University of California-Davis, wandte sich aber nach seinem Abschluss der Musik zu. Seine erste Hit-Single war The Hate That Hate Made. Er arbeitete im Laufe seiner Karriere u. a. mit Public Enemy und George Clinton zusammen.
Paris produzierte mit dem Guerrilla News Network (GNN) eine kritische Video-Dokumentation über den 11. September 2001. Die Theorie war, dass die Angriffe auf das World Trade Center absichtlich von der US-Regierung initiiert wurden.
Jackson wurde wegen seiner kritischen Texte häufig von Radio, Fernsehen und Plattenfirmen boykottiert, seine Lieder von den Radio-Spiellisten gestrichen und Videos von MTV boykottiert.

## Diskografie
- The Devil Made Me Do It (1990)
- Sleeping with the Enemy (1992)
- Guerrilla Funk (1994)
- Unleashed (1998)
- Sonic Jihad (2003)
- The Devil Made Me Remix (2004)
- Rebirth of a Nation (2006) (mit Public Enemy)
- Paris Presents: Hard Truth Soldiers Vol. 1 (2006)
- Remix of a Nation (2007) (mit Public Enemy)
- Acid Reflex (2008)
- Paris Presents: Hard Truth Soldiers Vol. 2 (2009)
- Pistol Politics (2015)